# رگایه
رگایه (به صربی: Rgaje) یک منطقهٔ مسکونی در صربستان است که در پروکوپلیه واقع شده‌است. رگایه ۲۶ نفر جمعیت دارد.